# Brasão de armas do Laos
O brasão de armas do Laos mostra o santuário nacional Pha That Luang. Além disso, a barragem aparece como um símbolo de energia no reservatório Nam Ngun, um asfalto de rua aparece, e uma versão estilizada de um campo de rega está representado. Na parte inferior de uma secção está uma roda de engrenagem. As duas inscrições, à esquerda e à direita, a inscrição "Paz, Independência, Democracia" (em laociano: ສ ັ ນ ຕ ິ ພ າ ບ ເ ອ ກ ະ ລ າ ດ ປ ະ ຊ າ ທ ິ ປ ະ ໄ ຕ) e à direita "Unidade e Prosperidade" (em laociano: ເ ອ ກ ະ ພ າ ບ ວ ັ ດ ຖ ະ ນ າ ຖ າ ວ ອ ນ.)
O brasão de armas foi modificado em 1991. Os símbolos comunistas existentes no anterior brasão eram a estrela vermelha, bem como a foice e o martelo, que foram substituídos pelo santuário nacional em Pha That Luang. O brasão de armas é especificado na Constituição de Laos:

O Emblema Nacional da República Democrática Popular do Laos é um círculo onde estão representados na parte inferior meia roda de engrenagem e uma fita vermelha com as inscrições [as palavras] "República Democrática Popular do Laos", e [ladeada por] um crescente em forma de caules da plena maturação do arroz em ambos os lados e faixas vermelhas com a inscrição "Paz, Independência, Democracia, Unidade, Prosperidade". Um retrato dd Pagode That Luang situa-se entre as pontas dos pés de arroz. Uma estrada, um campo regado, uma floresta e uma barragem hidroeléctrica são representadas no meio do círculo.
  — Constituição da República Democrática Popular do Lao, § 90

## Referencias
1. ↑  «bkklaoembassy.com - This website is for sale! - bkklaoembassy Resources and Information.». ww3.bkklaoembassy.com. Consultado em 16 de março de 2023